# 郭懺
郭懺（1894年4月18日—1950年7月31日），字悔吾，浙江諸暨东山吴人，畢業於保定軍校第六期砲兵科，在國民革命軍派系中屬於陳誠土木系之將領。

## 生平
保定军校毕业后，投靠其连襟浙軍第三师师长周鳳岐，历任排、连、营、团长。1926年，国民革命军北伐攻入浙江境内后，孙传芳的“五省联军”中的浙江陆军第3师投靠北伐军，被改编为国民革命军第二十六军，周凤歧任军长，原辖第5旅改编为第1师。
1928年2月，二十六军所属3个师的番号进行更改，原第一师改为國民革命軍第62师。1928年8月，根据国民革命军“军事整理案”的要求，该军撤銷番号，改编为国民革命军第6師，62師則缩编为第16旅，郭忏任少將旅长。1929年8月，在國民政府軍事編遣會議後編餘去職，前往上海闲居两年。
1932年初，郭忏以保定同學與同鄉的關係得到陈诚邀覽，返回軍界，轉任國民革命軍第十八軍少將參議，成為中央軍派系中土木系的一員。历任赣粤闽边区剿总抚河方面总指挥部参谋处处长、第5军参谋长、第18军参谋长与五省剿匪军北路军第3路军参谋长。1935年，任武漢行營陸軍整理處辦公廳主任兼宜昌行轅處長。1936年，任國民革命軍第四十六軍副軍長兼晉陝綏寧邊區剿匪指揮部參謀長，旋任武昌行辕与广州行营的办公厅主任、武汉行营副参谋长兼武汉警备司令。
抗战爆发后，武汉警备旅改编为國民革命軍第185师兼任师长。1938年1月，武汉成为国府陪都，警备司令部也升格为由陈诚自兼总司令的卫戍总司令部，郭忏则出任武汉卫戍总部参谋长兼國民革命軍第九十四軍军长。1938年10月只会武汉撤退，出任洞庭湖警备司令，率部警戒洞庭湖区。1939年5月任长江上游江防军总司令，巩卫重庆陪都。兼任张自忠的第三十三集團軍副總司令。1940年5月，因枣宜会战中失守宜昌，被撤职交付军法审判，判处五年有期徒刑。1941年，陈诚向蒋介石进言，让郭忏调第六战区长官部任陆军少校，陈诚任其为第六戰區長官部代參謀長，复职中将之后实授参谋长。1944年1月升副司令長官兼参谋长，在同年因常德會戰戰功。抗战胜利时獲頒青天白日勳章，第六战区于武汉受降，郭副长官出任武汉警备总司令。
1946年3月，武汉警总撤销。4月6日，國民政府特派郭懺為軍事委員會委員長武漢行營副主任:8028。1946年6月，参谋总长陈诚把他调任参谋次长兼总长办公室主任。1947年6月7日，國民政府調聯合勤務總部總司令黃鎮球為國防部參謀本部參謀次長；原任參謀次長郭懺為聯合勤務總部總司令:8368。1949年8月30日，联勤总部奉命裁撤。1949年，在臺灣擔任東南軍政長官公署副長官兼舟山指揮所主任。舟山登步島戰役發生時，郭懺為舟山國軍最高長官，督導實際負責指揮的舟山防衛司令石覺，擊退中国人民解放军進攻。
1950年3月调任战略顾问闲职。

### 逝世

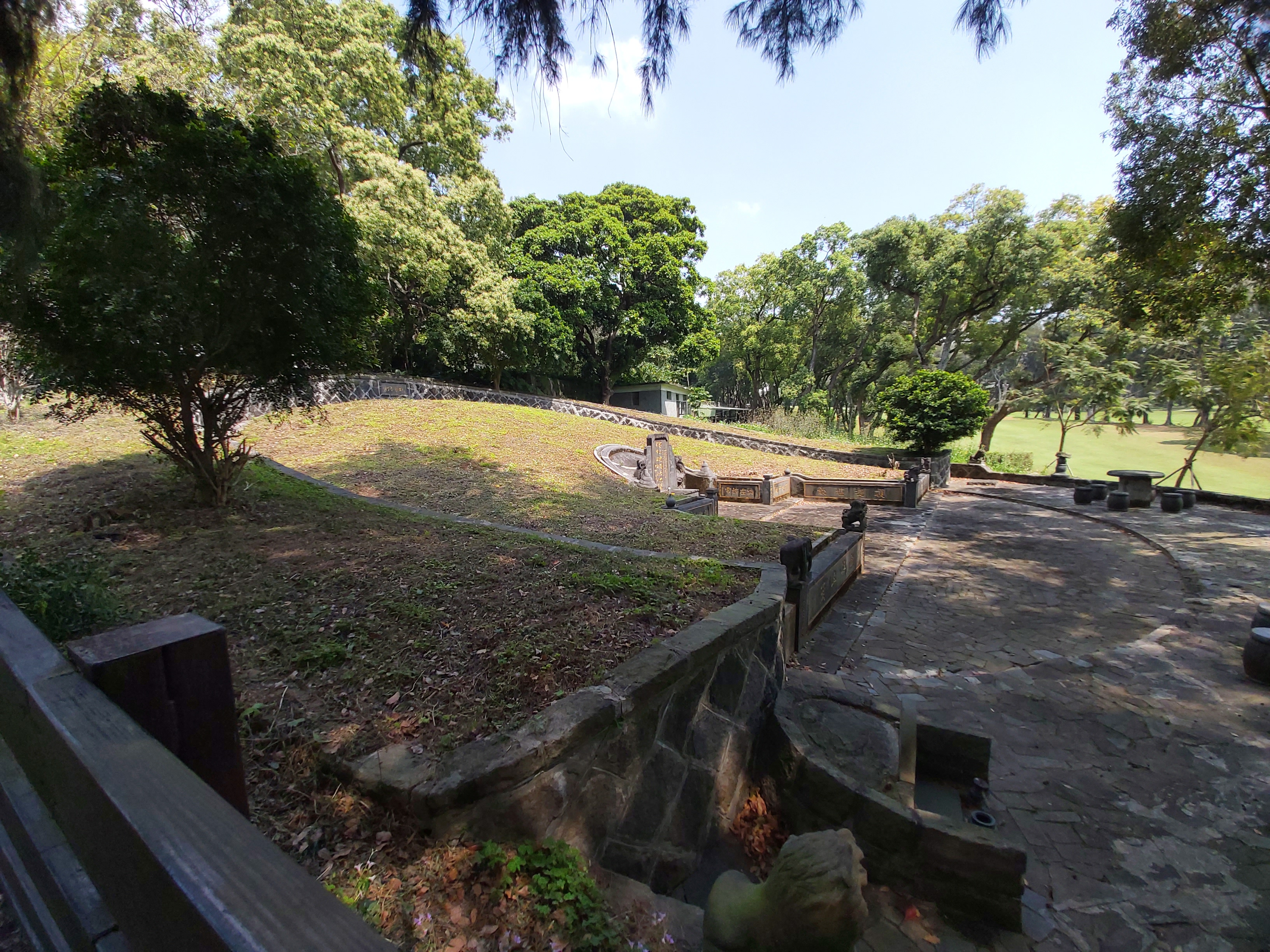
郭懺於淡水的墓園

四个月后（1950年7月31日），因脑溢血骤逝于台北，葬於臺北縣淡水。
1950年8月，蒋介石追赠郭忏为陆军上将。8月6日，舉行公祭，陳誠、何應欽、閻錫山、白崇禧、徐世昌等參加，在郭夫人輓聯前駐足良久。此前，蔣介石攜輓額「痛失楨幹」簡從前往。郭夫人之輓聯為：「國難方殷，君竟已矣；遺孤尚少，我將何堪？」

### 褒揚
1952年3月8日，蒋中正總統明令褒扬郭上将，褒扬令中有「志行沉毅，操履坚贞，理戎训士，允协机宜」等语。

## 家庭
郭夫人斯璘女士，浙江省諸暨縣斯宅人，杭州師範畢業，曾任江防軍子弟學校校長，1988年過世，與郭將軍合葬於淡水。